# Sorvilán
Sorvilán település Spanyolországban, Granada tartományban. Sorvilán Albondón, Polopos, Torvizcón és Albuñol községekkel határos. Lakosainak száma 511 fő (2024).

## Népesség
A település népessége az elmúlt években az alábbi módon változott:
| Lakosok száma | 634  | 694  | 677  | 625  | 592  | 569  | 555  | 538  | 524  | 511  |
|               | 2001 | 2004 | 2006 | 2009 | 2011 | 2014 | 2016 | 2019 | 2021 | 2024 |